# Copa Ouro da CONCACAF de 1996
A Copa Ouro da CONCACAF 1996 foi a 3ª edição da Copa Ouro, o campeonato de futebol da América do Norte e Central e Caribe (CONCACAF).
O torneio voltou aos Estados Unidos e à California; os jogos foram disputados nas cidades de Los Angeles, San Diego, e Anaheim. O formato do torneio mudou desde 1993: foi aumentada para 9 seleções, separadas em 3 grupos de 3 equipes. A melhor equipe de cada grupo, mais o melhor 2º colocado classificavam-se para as semi-finais. Pela primeira vez, uma seleção não pertencente à CONCACAF foi convidado: o Brasil, que participou com a Seleção Olímpica.
Brasil e México disputaram a final, o México derrotou o Brasil por 2 a 0 e conquistou pela segunda vez o título da Copa Ouro.

## Fase de grupos

### Grupo A
| Seleção                  | Pts | J | V | E | D | GP | GC | SG |
| ------------------------ | --- | - | - | - | - | -- | -- | -- |
| México                   | 6   | 2 | 2 | 0 | 0 | 6  | 0  | +6 |
| Guatemala                | 3   | 2 | 1 | 0 | 1 | 3  | 1  | +2 |
| São Vicente e Granadinas | 0   | 2 | 0 | 0 | 2 | 0  | 8  | -8 |

| 11 de janeiro | México                                         | 5 – 0     | São Vicente e Granadinas | Qualcomm Stadium, San Diego                      |
|               | García 29', 37' · Peláez 70', 90' · García 80' | Relatório |                          | Público: 15 352 Árbitro: USA Esfandiar Baharmast |

| 14 de janeiro | México   | 1 – 0     | Guatemala | Qualcomm Stadium, San Diego                   |
|               | Rizo 88' | Relatório |           | Público: 32 571 Árbitro: CRC Ronald Gutiérrez |

| 16 de janeiro | São Vicente e Granadinas | 0 – 3     | Guatemala                             | Angel Stadium, Anaheim                         |
|               |                          | Relatório | Funes 28' · Westphal 42' · Guerra 45' | Público: 52 345 Árbitro: JAM Peter Prendergast |

### Grupo B
| Seleção  | Pts | J | V | E | D | GP | GC | SG |
| -------- | --- | - | - | - | - | -- | -- | -- |
| Brasil   | 6   | 2 | 2 | 0 | 0 | 9  | 1  | +8 |
| Canadá   | 3   | 2 | 1 | 0 | 1 | 4  | 5  | -1 |
| Honduras | 0   | 2 | 0 | 0 | 2 | 1  | 8  | -7 |

| 10 de janeiro | Canadá                         | 3 – 1     | Honduras   | Angel Stadium, Anaheim                         |
|               | Corazzin 9' · Holness 27', 63' | Relatório | Carson 40' | Público: 27 125 Árbitro: JAM Peter Prendergast |

| 12 de janeiro 17:00 | Brasil                                                    | 4 – 1     | Canadá        | Los Angeles Memorial Coliseum, Los Angeles   |
|                     | André Luiz 3' · Caio 7' · Sávio 14' · Leandro Machado 86' | Relatório | Radzinski 66' | Público: 8 234 Árbitro: CRC Ronald Gutiérrez |

| 14 de janeiro 16:00 | Brasil                                      | 5 – 0     | Honduras | Los Angeles Memorial Coliseum, Los Angeles    |
|                     | Caio 9', 81' · Jamelli 31', 61' · Sávio 80' | Relatório |          | Público: 20 708 Árbitro: MEX Benito Archundia |

### Grupo C
| Seleção           | Pts | J | V | E | D | GP | GC | SG |
| ----------------- | --- | - | - | - | - | -- | -- | -- |
| Estados Unidos    | 6   | 2 | 2 | 0 | 0 | 5  | 2  | +3 |
| El Salvador       | 3   | 2 | 1 | 0 | 1 | 3  | 4  | -1 |
| Trinidad e Tobago | 0   | 2 | 0 | 0 | 2 | 4  | 6  | -2 |

| 10 de janeiro | Trinidad e Tobago | 2 – 3     | El Salvador                       | Angel Stadium, Anaheim                        |
|               | Latapy 59', 64'   | Relatório | Diaz Arce 34', 72' · Cerritos 50' | Público: 27 125 Árbitro: MEX Benito Archundia |

| 13 de janeiro | Estados Unidos               | 3 – 2     | Trinidad e Tobago | Angel Stadium, Anaheim                        |
|               | Wynalda 15', 34' · Moore 53' | Relatório | Dwarika 6', 43'   | Público: 12 425 Árbitro: CRC Ronald Gutiérrez |

| 16 de janeiro | Estados Unidos           | 2 – 0     | El Salvador | Angel Stadium, Anaheim                      |
|               | Wynalda 63' · Balboa 75' | Relatório |             | Público: 52 345 Árbitro: TRI Ramesh Ramdhan |

## Fase final
|  | Semifinais                  | Semifinais                |   |                             | Final                       | Final |  |
|  |                             |                           |   |                             |                             |       |  |
|  | 18 de janeiro - Los Angeles |                           |   |                             |                             |       |  |
|  | Estados Unidos              | 0                         |   |                             |                             |       |  |
|  | Brasil                      | 1                         |   |                             |                             |       |  |
|  |                             |                           |   |                             |                             |       |  |
|  |                             |                           |   |                             | 21 de janeiro - Los Angeles |       |  |
|  |                             |                           |   |                             | Brasil                      | 0     |  |
|  |                             | México                    | 2 |                             |                             |       |  |
|  |                             |                           |   |                             |                             |       |  |
|  |                             |                           |   |                             |                             |       |  |
|  |                             |                           |   |                             | Terceiro lugar              |       |  |
|  | 19 de janeiro - San Diego   | 19 de janeiro - San Diego |   | 21 de janeiro - Los Angeles | 21 de janeiro - Los Angeles |       |  |
|  | México                      | 1                         |   | Estados Unidos              | 3                           |       |  |
|  | Guatemala                   | 0                         |   |                             | Guatemala                   | 0     |  |

### Semifinais
| 18 de janeiro 18:00 | Estados Unidos | 0 – 1     | Brasil            | Los Angeles Memorial Coliseum, Los Angeles    |
|                     |                | Relatório | Balboa 76' (g.c.) | Público: 20 708 Árbitro: MEX Benito Archundia |

| 19 de janeiro | México     | 1 – 0     | Guatemala | Qualcomm Stadium, San Diego                      |
|               | Blanco 64' | Relatório |           | Público: 42 221 Árbitro: USA Esfandiar Baharmast |

### Disputa pelo terceiro lugar
| 21 de janeiro | Estados Unidos                         | 3 – 0     | Guatemala | Los Angeles Memorial Coliseum, Los Angeles |
|               | Wynalda 34' · Agoos 37' · Kirovski 87' | Relatório |           | Público: 88 155 Árbitro: CAN René Parra    |

### Final
| 21 de janeiro 16:00 | Brasil | 0 – 2     | México                  | Los Angeles Memorial Coliseum, Los Angeles  |
|                     |        | Relatório | García 54' · Blanco 75' | Público: 88 155 Árbitro: TRI Ramesh Ramdhan |

## Premiação
| Copa Ouro da CONCACAF de 1996 |
| México                        |
| ----------------------------- |
| MÉXICO Campeão (2º título)    |

## Melhores marcadores
4 golos
- Eric Wynalda

3 golos
- Caio
- Savio
- Luis García